# Nordea Nordic Light Open 2008
Nordea Nordic Light Open 2008 spelades på Stockholms stadion mellan 28 juli och 3 augusti 2008. Det var den 7:e upplagan av tävlingen.

## Mästare

### Singel
Caroline Wozniacki besegrade  Vera Dusjevina, 6-0, 6-2.
- Det var Wozniackis första WTA-titel någonsin.

### Dubbel
Iveta Benesova /  Barbora Zahlavova Strycova besegrade  Petra Cetkovska /  Lucie Safarova med 7-5, 6-4. 